# Глава (геральдика)
Глава́, або голова́ щита́ (англ. chief, ісп. jefe, нім. Schildhaupt, пол. głowica, порт. chefe, рос. глава, фр. chef) — у геральдиці, блазонуванні верхня горизонтальна вузька частина щита, відділена від решти. Займає верхню третину щита. Почесна або головна геральдична фігура.

## Галерея

Звичайна
Тонка
Вузька